# Танзанийска пискуна
Танзанийската пискуна (Arthroleptis affinis) е вид жаба от семейство Arthroleptidae. Видът не е застрашен от изчезване.

## Разпространение
Разпространен е в Танзания.

## Описание
Популацията на вида е стабилна.